# Просторе (Кропивницький район)
Просторе — село в Україні, у Новгородківській селищній громаді Кропивницького району Кіровоградської області. Населення становить 211 осіб.

## Населення
Згідно з переписом УРСР 1989 року чисельність наявного населення села становила 267 осіб, з яких 116 чоловіків та 151 жінка.
За переписом населення України 2001 року в селі мешкало 211 осіб.

### Мова
Розподіл населення за рідною мовою за даними перепису 2001 року:
| Мова       | Відсоток |
| ---------- | -------- |
| українська | 93,84 %  |
| російська  | 5,69 %   |
| білоруська | 0,47 %   |